# گابریل دونیزیته دی سانتانا
گابریل دونیزیته دی سانتانا (به پرتغالی: Gabriel Donizete de Santana) هافبک اهل برزیل است که در شهر برزیل و در تاریخ ۸ سپتامبر ۱۹۸۷ به دنیا آمده‌است.
گابریل دونیزیته دی سانتانا در تیم‌های فوتبال Amparo-SP سابقهٔ حضور دارد.